# Distrito de Yura

Provincia de Arequipa en el Departamento de Arequipa.

El distrito de Yura es uno de los veintinueve que conforman la provincia de Arequipa, ubicada en el departamento de Arequipa, en el Sur del Perú.
Desde el punto de vista jerárquico de la Iglesia católica forma parte de la arquidiócesis de Arequipa.

## Toponimia
El nombre de Yura proviene del vocablo quechua yurac, 'blanco', que se habría usado para describir las llanuras salitrosas de color blanquecino ubicadas al noroeste de la ciudad de Arequipa, donde se halla el distrito.

## Historia
Fue creado como distrito en la época de la independencia por el español José Nogal y Noguerol. La Constitución Política del 12 de noviembre de 1823, donde se toma en cuenta la demarcación territorial pasando a establecer los departamentos, provincias y distritos. Por tanto, a partir de esa fecha, se presume que se constituyó el pueblo de Yura como distrito, aunque el 2 de diciembre de 1874, don Manuel Pardo promulgó un decreto reconociendo a la Calera como Capital Distrital, y separando de la doctrina de Caylloma y virtualmente incorporándolo a la provincia de Arequipa.
Manuel A. Odria al crear el distrito de Cerro Colorado, mediante Ley 12075 del 21 de febrero de 1954 define sus límites, tomando en cuenta la existencia del distrito de Yura. Ante la carencia de una fecha exacta de creación, el mismo mandatario, el 3 de mayo de 1955 suscribe la Ley 13301 por lo cual crea a 12 provincias y 49 distritos del país, entre los cuales figura Yura.
La diversidad de fechas fundacionales del distrito motivaron a que más por consideraciones de tradicionalidad religiosa, que por razones políticas – jurídicas, el cuerpo edil presidido por el alcalde Orlando Fuentes Fuentes, en sesión del 5 de noviembre de 1987, decida tomar como día del aniversario, el 8 de diciembre de cada año.
El distrito de Yura comprende los siguientes anexos: Yura Viejo (el poblado más fundacional del distrito), La Calera, Los Baños (considerado según Ley Odriista como la Capital del Distrito), La Estación, Pampa de Arrieros, Uyupampa, Socosani y últimamente Ciudad de Dios.

## Contexto geográfico
Ocupa una extensa región de la provincia de Arequipa por lo que su territorio representa los accidentes más diversos: cadenas de cerros, llanuras, altiplanicies, quebradas y cañones, se halla en la vertiente oriental de los volcanes Misti y Chachani; Las llanuras de mayor consideración son: la Pampa Cañahuas, Pampa Arrieros, y la Pampa del Confital.

## Anexos
El distrito de Yura tiene los siguientes anexos: Los Baños, La Estación, Yura Viejo, Pampa de Arrieros, Quiscos, Uyupampa, La Calera, Socosani y sobre todo Ccapua

### Yura Viejo
La zona de Yura Viejo presenta muchos vestigios de haber sido poblada por etnias collaguas y waris.
Existen restos arqueológicos de esta población en los lugares denominados Cachamarca y Wiswi, existiendo un cementerio prehispánico en las cercanías del pueblo llamado Machuyura.

## Hidrografía
Está irrigado por el río Yura, el que une sus aguas al río Chili para formar el río Vítor.

## Balneario
El Balneario de Yura, se ubica a 35 kilómetros de la ciudad de Arequipa, y antiguamente se viajaba al mismo por ferrocarril. Así como el Balneario de Jesús, el de Yura es conocido también por sus propiedades curativas, las que han sido estudiadas por científicos como Thaddeus Haenke, Antonio Raimondi, Rivero, Edmundo Escomel y otros.
En un perímetro relativamente corto se encuentra una variedad de aguas termales que se pueden dividir en dos grupos: aguas sulfurosas y aguas ferruginosas.
Uno de los pozos de las aguas sulfurosas recibe el nombre de Tigre. Sus aguas son transparentes, de sabor salobre y acidulado, y su temperatura es de 39.9 °C. Al ebullir a la superficie desprende gran cantidad de ácido carbónico y gas sulfhídrico.
Otro pozo lleva el nombre de Véjeto, y con temperaturas que varían entre 27,5 y 29,6 °C tiene un aspecto blanquecino por el azufre que se haya suspendido en pocas cantidades. Desprende un olor desagradable.
Los pozos de aguas ferruginosas se mantienen claras mientras no se agiten, pero con la presencia de los bañistas se enturbian tomando una coloración verdosa, debido al óxido de hierro. Su temperatura es de 32.6 °C.
Sus aguas tienen poder curativo contra la anemia, la artritis, ataxia locomotriz, dermatosis, dispepsia, escrófula, esterilidad, parálisis, reumatismo, rinitis y otros males.
Además de los mencionados hay un manantial cuya agua se embotella y de la cual se fabrica la gaseosa típica de Arequipa que curiosamente se denomina «Escocesa».
Muy cerca se cuenta con un Hotel de Turistas.

## Clima
En las quebradas el clima es algo templado, pero en las pampas es frío, en donde sopla un continuo viento helado, las lluvias son torrenciales, acompañadas de tempestades.

## Actividades económicas
Este distrito proveía de cal a la ciudad de Arequipa en los años 60 a 70 del siglo XX. Además cuenta con otros minerales y productos como son el mármol, el yeso, la caliza, el cobre, el oro, la pizarra, la tierra puzolana y la piedra laja que actualmente es usada en las fachadas de las diferentes viviendas de Arequipa. Es por eso que Yura es considerado como la cuna de la piedra laja y la cuna del cemento.
También hay dos empresas de envasado de gaseosa de procedencia mineral natural que son la planta de La Escocesa y la planta de Socosani.
La agricultura del distrito es destinada al consumo para la ciudad de Arequipa y el autoconsumo del lugar, la ganadería es otra actividad que se practica en una escala menor.
Otra de las fuentes de ingreso está representada por el turismo que tiene en Yura un atractivo particular como son las cataratas de Ccapua, los baños termales, aguas calientes en Quiscos, restos arqueológicos en Yura Viejo y un río para hacer deporte de aventura como el canotaje y la pesca de la trucha.

## Geología
Cerca a la Cantera Yura se pueden encontrar gran variedad de lutitas, así como yeso en cristales y anhidrita, también suele aparecer azufre nativo aunque muy raramente, cerca a las Cataratas se puede hallar cantos rodados de obsidiana, se han encontrado bastantes fósiles asociados a rocas sedimentarias por la zona.
En el camino al "Volcán Nicholson", tras pasar el desvío a Huambo, se puede encontrar basalto.
Por el sector de Yura Viejo se pueden encontrar, raramente, algunas muestras de fósiles así como concentraciones dendríticas y masivas de pirolusita.

## Transporte
Las rutas de transporte masivo de pasajeros que circularán en el distrito de Yura son las siguientes:
| FASE OPERATIVA | FASE OPERATIVA                          | FASE OPERATIVA | FASE OPERATIVA                                      | FASE OPERATIVA                                 |
| Cuenca         | Concesionario                           | Ruta *         | Ruta *                                              | Ruta *                                         |
| Cuenca         | Concesionario                           | Código         | Desde                                               | Hasta                                          |
| -------------- | --------------------------------------- | -------------- | --------------------------------------------------- | ---------------------------------------------- |
| C - 2          | Consorcio Empresarial Cono Norte S.A.C. | A28            | Villa Los Milagros (Yura)                           | Ala Aérea N.º 3 (Cerro Colorado)               |
| C - 2          | Consorcio Empresarial Cono Norte S.A.C. | A38            | Granjeros y Pequeños Industriales Bellavista (Yura) | Plataforma Andrés Avelino Cáceres (J.L.B.Y.R.) |

* Las rutas operan en ambos sentidos.
IMPORTANTE:
- La Municipalidad Provincial de Arequipa (MPA), a través del SITransporte podrá crear rutas o extender recorridos de las rutas ya establecidas para la cobertura total del distrito.
- La tarifa del pasaje se pagará solo una vez, tendrá una duración de 59 minutos y se podrá realizar tres viajes como máximo.

## Autoridades

### Municipales
- 2019-2022
  - Alcalde: Ángel Benavente Cáceres http://www.muniyura.gob.pe/, de Arequipa - Fuerza Arequipeña.
  - Regidores:

  1. Néstor Rómulo Chicaña Nina
  2. María Eliana Fuentes López
  3. David Jorge Mendoza Moscoso
  4. Óscar Lole López Quispe
  5. Carmen Fidelina Mendoza Díaz
  6. Fredy Julián Cáceres Llica
  7. Edmer Renzo Fuentes Zeballos

### Religiosas
- Párroco[3]
  - Parroquia San Maximiliano Kolbe: Pbro. Carlos Velásquez Huachani.

## Tradiciones y costumbres
- Fiesta de la Virgen de la Candelaria (2 de febrero): se celebra en el pueblo tradicional de Yura Viejo.
- Semana Santa (mes de abril): se celebra el viacrucis en el pueblo de La Calera.
- San Isidro (15 de mayo): se celebra en el pueblo tradicional de Yura Viejo.
- Fiesta de las cruces (mes de mayo): se celebra en el pueblo tradicional de La Estación.
- Fiesta de la Virgen del Carmen (16 de julio): se celebra en el pueblo de Los Baños.
- Fiesta de la Virgen de la Candelaria (segundo domingo de septiembre): se celebra en el pueblo tradicional de Yura Viejo.
- Fiesta de la Virgen del Rosario (7 de octubre): se celebra en el pueblo de La Calera.
- Día de todos los Santos (1 de noviembre).
- Día de los Difuntos (2 de noviembre).
- Aniversario de ciudad de dios 4  de noviembre.
- Aniversario de Yura (8 de diciembre).